# 井上剛 (人間工学者)
井上 剛（いのうえ つよし）は、日本の人間工学者・システム工学者。大阪工業大学ロボティクス＆デザイン工学部システムデザイン工学科教授、工学博士（京都大学）。情報処理学会関西支部2016支部委員。大阪産業技術研究所・大阪商工会議所との共同推進機関OIT-P（Osaka Industrial Technology Platform; 地域産業技術プラットフォーム）のメンバー。 
主な専門は、知能情報学・情報センシング（ウェアラブルセンサ、生体信号処理など）、システム工学・計測工学、人間工学・ヒューマンインタフェース。

## 経歴
京都大学大学院工学研究科機械理工学専攻博士課程修了、工学博士（京都大学）。松下電器産業先端技術研究所（現：パナソニック）などで、ヒューマンマシンインタフェース・対話システムの研究に従事。2016年パナソニック先端研究本部インタラクティブAI研究部主幹研究員などを経て、2018年大阪工業大学ロボティクス&デザイン工学部システムデザイン工学科に准教授として着任。2022年同学科教授。
主な所属学会は、情報処理学会、ヒューマンインタフェース学会、日本人間工学会、計測自動制御学会など。主な受賞は、第10回ヒューマンインタフェース学会論文賞、計測自動制御学会SSI最優秀発表賞2017。

## 主な研究
- ウェアラブルセンサを用いたジェスチャ認識
- ワイヤ型歩行アシストスーツにおける股関節屈曲支援による歩容変化
- 筋電位を用いた動作予測・起立動作支援
- 筋活動のリアルタイムフィードバックによるペダリング運動支援

人間工学の対外啓蒙活動として、大阪府・大阪産業局が運営するものづくりビジネスセンター大阪（MOBIO）主催の中小企業の生活支援機器開発セミナー2019「人の負担を減らす生活支援機器開発へのアプローチ」にて、「ウェアラブルセンサー等を用いた生活支援・健康見守りシステムの開発」について講師を担当。